# Nunilona i Alòdia
Alòdia i Nunilona o Nunilo van ser dues germanes cristianes que van morir màrtirs al segle ix a les muntanyes d'Aragó. Venerades com a santes, tenen devoció especialment a Aragó i Navarra.

## Vida
A partir de les fonts medievals que n'expliquen la història, es pot induir que van néixer al segle ix a Adahuesca, a la província d'Osca Això no obstant, altres fonts diuen que eren naturals de Bañares (La Rioja), prop de Castroviejo, a la serralada de Cameros, antigament anomenada Bosca i que, per això s'hauria confós amb Osca.
Eren germanes bessones, filles de pare musulmà i mare cristiana que les va educar en la fe cristiana, ja que el seu pare havia mort quan eren molt petites. Quan va morir la seva mare, un parent que volia quedar-se'n amb l'herència les va acusar i van ser preses i tancades al castell d'Alquézar.
Khalaf ibn Rasid, governador musulmà, les va jutjar, però veient les males intencions del parent i que les noies estaven indefenses, les va deixar en llibertat. El parent, però, va recórrer davant el governador d'Osca, que les va condemnar a mort: van ser decapitades entre el 21 i el 22 d'octubre de 851. Segons l'altra versió, els fets van esdevenir entre Bañares i Castroviejo.

## Veneració
La llegenda diu que els seus cossos van ser llençats des de les muralles, però que els animals no els van tocar: al contrari, les aus rapaces van vigilar que ningú no ho fes. Una nit, els cristians van poder veure llums que indicaven el lloc on eren i van poder recuperar-los.
Les relíquies van ser al monestir de San Salvador de Leire (Navarra) des de l'any 860; una part se'n portà a Adahuesca el 1672. El culte a les santes es va vincular al de Sant Virila, que havia estat abat del monestir poc després. En 1835, arran de la desamortització del monestir, les relíquies es van traslladar a Adahuesca; alguns fragments són a Leire, Huéscar i Puebla de Don Fadrique.
La devoció es va estendre, durant l'Edat mitjana, per la península Ibèrica, principalment per Aragó, Navarra i la Rioja. Al final del segle xv, va arribar a Andalusia; quan els Reis Catòlics van conquerir Huéscar (Granada), la van donar a Luis de Beaumont, navarrès i comte de Lerín. Aquest va ser desterrat per Joan III de Navarra i va establir-ser a Huéscar, juntament amb altres famílies navarreses que van portar amb ells la devoció a les santes Nunilona i Alòdia. Des d'aquí, arran de l'emigració d'andalusos cap a Catalunya i altres ciutats industrials en el segle xx, es va estendre a nuclis com Cornellà de Llobregat, Madrid o València.

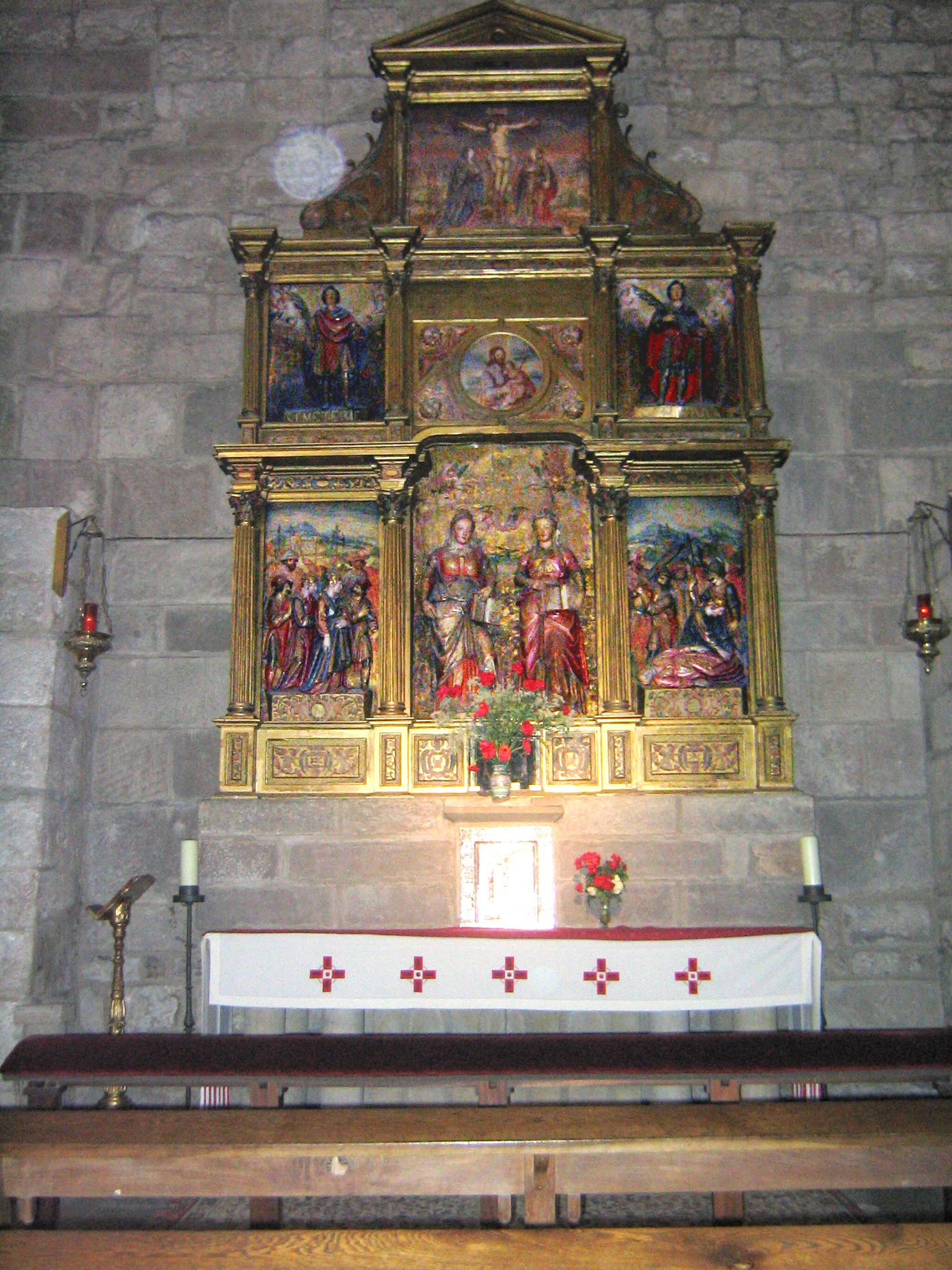
Retaule de les santes a Yesa (Navarra), s. XVIII, procedent del monestir de Leire
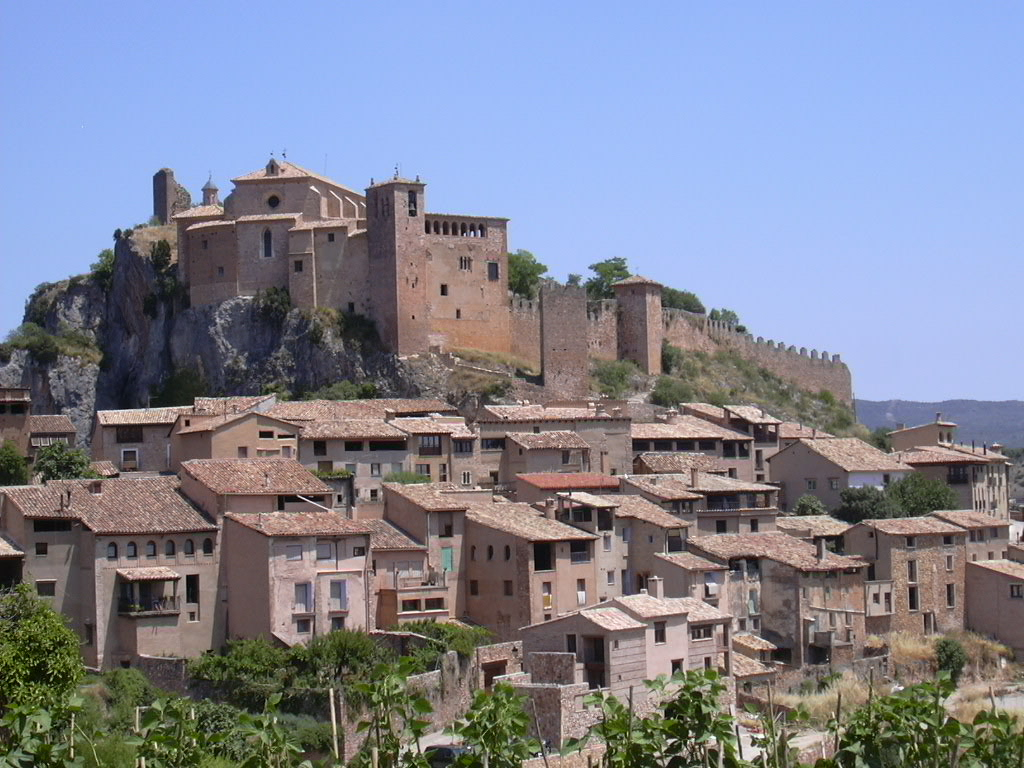
Castell i col·legiata d'Alquézar
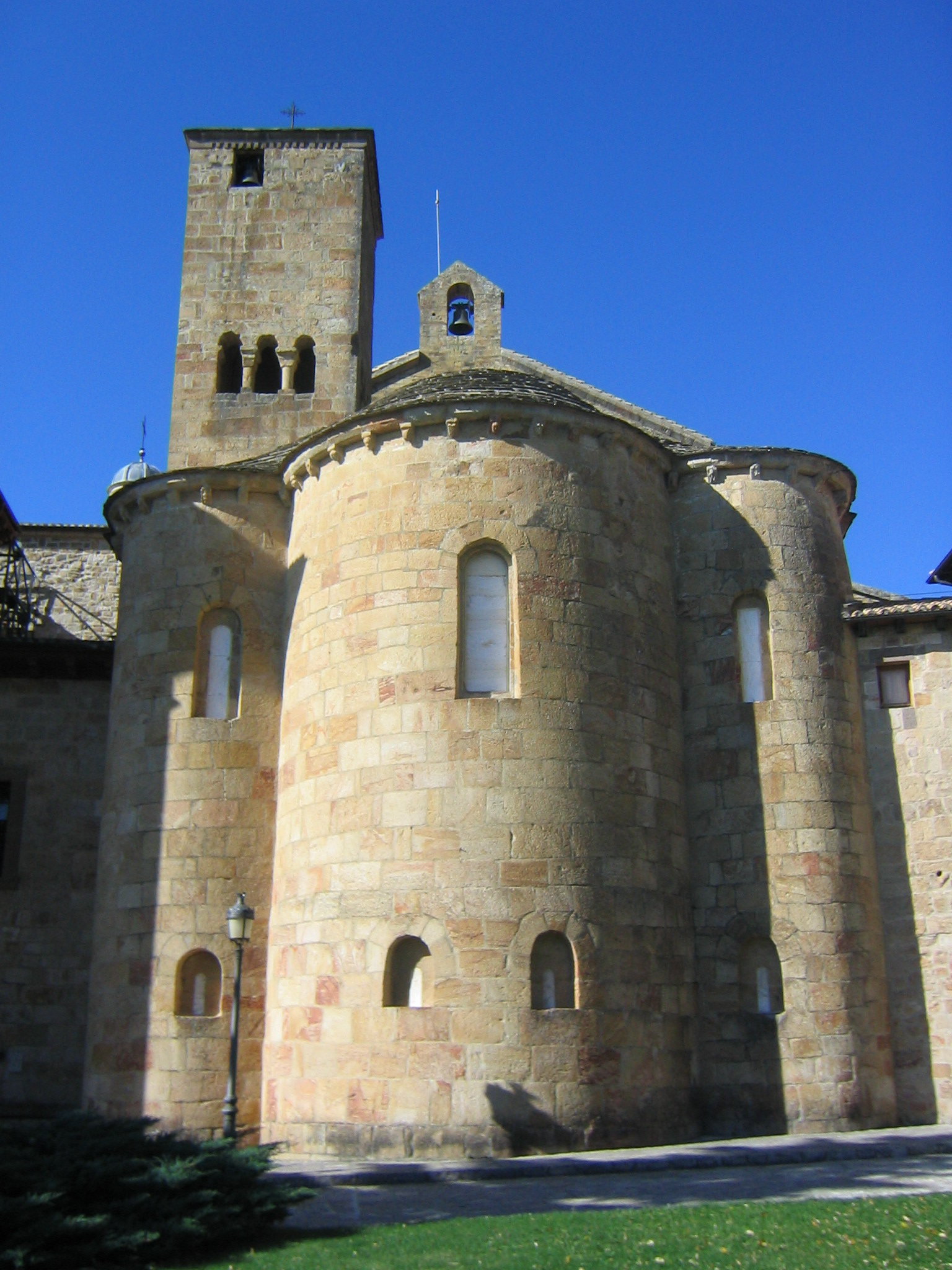
Monestir de Leire, on van ser les relíquies de les santes
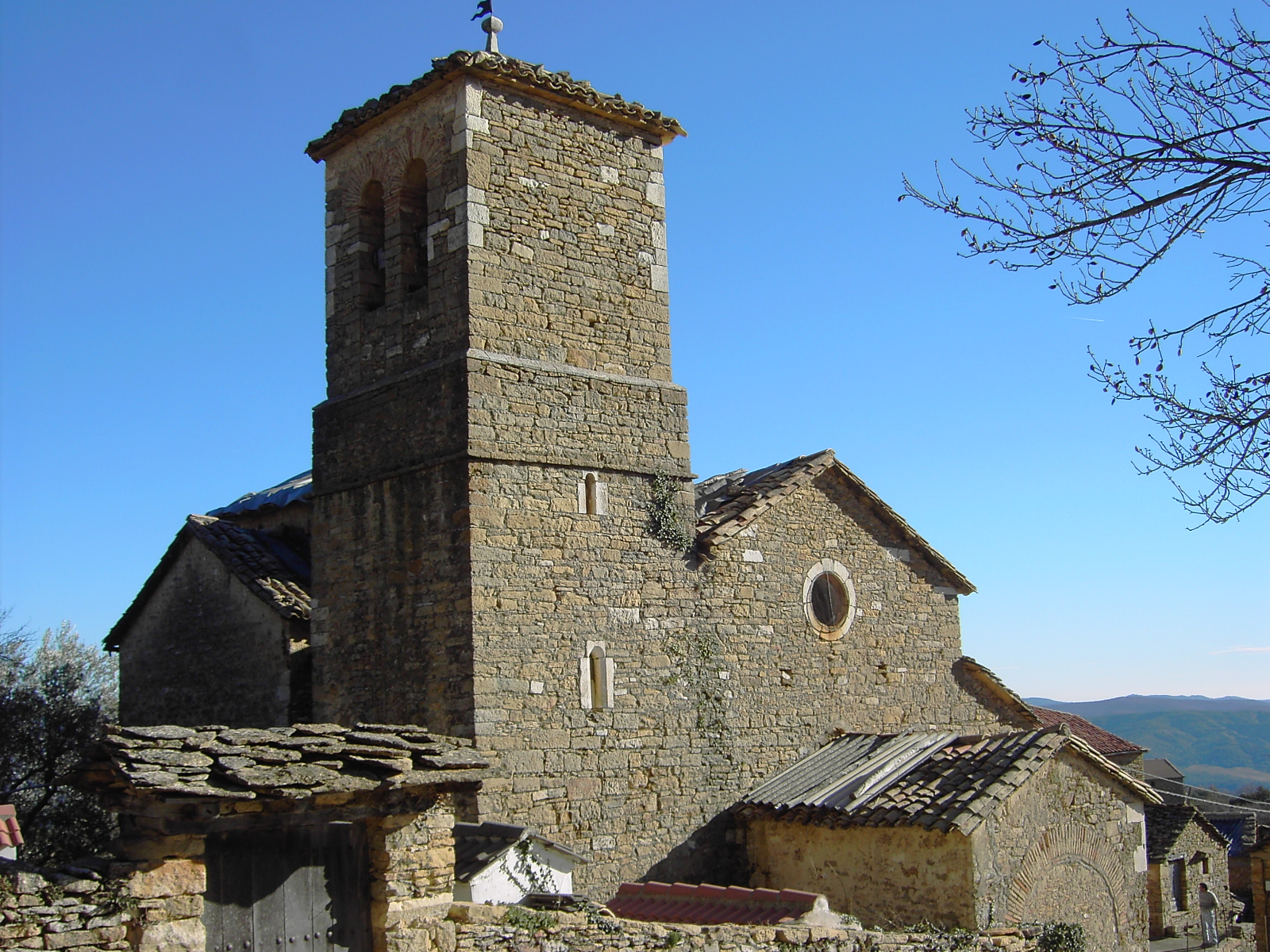
Església de les santes a Betorz (Osca)